# 桃華舞
桃華 舞（ももか まい、女性）は、日本のライトノベル作家。

## 人物
一人称は「わし」。兄と姉がいる。

### 趣味・嗜好
小説や漫画、ゲームが趣味。特に好きな作品は『ジョジョの奇妙な冒険』、『HEAT-灼熱-』、『サンクチュアリ』。また、小説では『禁色』。ゲームは『ドラゴンクエスト』、『ポケットモンスター』、『ひぐらしのなく頃に』など。
好きな音楽は『ヴェル・エール〜空白の瞬間の中で〜』（MALICE MIZER）。中高時代は『少年』（黒夢）に共感していたが、現在では『NO PLACE TO HIDE』（KORN）に共感している。

## 来歴
2010年、『アリス イン サスペンス』で『2010年上半期ホワイトハート新人賞』を受賞しデビュー。期待の新人と称される。

## 作品
講談社X文庫ホワイトハート
- アリス イン サスペンス
- ドリーミング　ガールズ！